# Pacatus
Latinus (of Latinius) Pacatus Drepanius was een Latijnse panegyrist (lofredenaar) die aan het einde van de 4e eeuw na Christus leefde. 
Hij was waarschijnlijk afkomstig uit Aginnum (Agen), in het zuiden van Frankrijk, op het grondgebied van de Nitiobrigen. Hij ontving zijn opleiding aan de retorische school van Burdigala (Bordeaux). Hij was een tijdgenoot en intieme vriend van Ausonius, die ook twee van zijn kleinere werken aan Pacatus opdroeg. Ausonius beschreef Pacatus als de grootste Latijnse dichter na Vergilius.
Pacatus was waarschijnlijk leraar in de retoriek in Bordeaux. Pacatus bereikte de rang van proconsul van Africa (390) en bekleedde een hoge positie aan het keizerlijk hof.

## Voetnoten
1. ↑   Nixon en Rodgers, In Praise of Later Roman Emperors  (Berkeley: University of California Press, 1994), blz. 7

- Bibsys: 90211534
- Biblioteca Nacional de España: XX820187
- Bibliothèque nationale de France: cb16748649z (data)
- Gemeinsame Normdatei: 118865234
- International Standard Name Identifier: 0000 0000 8126 6070
- Library of Congress Control Number: n88049138
- Nationale bibliotheek van Australië: 50067448
- Nationale Bibliotheek van Israël: 987007449077005171
- Nederlandse Thesaurus van Auteursnamen: 070518408
- Réseau des bibliothèques de Suisse occidentale: 02-A000126965
- Istituto Centrale per il Catalogo Unico: BVEV080192
- LIBRIS: 252645
- Système universitaire de documentation: 059321407
- Trove: 1501287
- Virtual International Authority File: 47559379
- WorldCat: E39PBJkD9gxwjDWQDB6VbBDTHC